# Крижанівський Ілля Петрович
Ілля Петрович Крижанівський (рос. Илья Петрович Крыжановский; 1906 — 10 серпня 1943) — радянський військовик. Капітан, начальник штабу 49 гаубичного артилерійського полку 49-ї танкової дивізії. Діяв у партизанському підпіллі, вбитий 1943 року. На його честь названо вулицю в Білій Церкві.
Мешкав у Білій Церкві. У Червоній армії з 1928 року. Член ВКП(б).
Дружина — Роза Михайлівна Крижанівська (Беркович).
Зник безвісти під час наступу німецьких військ на Південно-Західному фронті у червні 1941 року. Діяв у партизанському підпіллі в Білоцерківському районі. Убитий 10 серпня 1943 року.